# Aeropuerto Internacional de Kandahar
El Aeropuerto Internacional de Kandahar (IATA: KDH, OACI: OAKN), conocido simplemente como Aeropuerto de Kandahar, está situado a 16 kilómetros al sureste de la ciudad de Kandahar, en el sur de Afganistán. 
El aeropuerto fue construido en la década de los 60 por los Estados Unidos gracias a un programa de la Agencia de los Estados Unidos para el Desarrollo Internacional (USAID). Uno de los hipotéticos usos que se le hubiese dado sería servir de base aérea avanzada en caso de guerra contra la Unión Soviética. En 1979, durante la Guerra de Afganistán (1978-1992), el aeropuerto era usado por los soviéticos y sufrió graves daños en los años siguientes a causa de los combates. En el 2001 se vio de nuevo dañado por la guerra liderada por los Estados Unidos tras el 11-S.
En 2007 el aeropuerto terminó un proceso de reconstrucción lo que permitió retomar operaciones con vuelos civiles y militares. Desde 2006 las instalaciones han sido custodiadas por fuerzas canadienses, pero con presencia constante de otros ejércitos de la OTAN. 
Durante el verano son habituales tormentas de polvo que dificultan su localización desde el cielo, circunstancia agravada por el poco contraste entre la pista y el terreno desértico que la rodea. Por la noche es más fácilmente visible gracias a la iluminación del aeropuerto.

## Historia

### Construcción
El aeropuerto se construyó entre los años 1956 y 1962 con la ayuda de consultores norteamericanos, con un presupuesto de 15 m$. La arquitectura de las instalaciones tiene una gran semejanza con los edificios estadounidenses de la época y se convirtió en uno de los aeropuertos más importantes de Asia Central. El propósito original para el que fue diseñado fue servir de apoyo para vuelos internacionales permitiendo repostar a los aviones de hélice en sus rutas entre Oriente Medio y el Sureste Asiático. Sin embargo, al poco tiempo, con la aparición de los aviones de reacción, esas escalas técnicas ya no eran necesarias, decayendo el número de tráficos en el aeropuerto en las décadas posteriores. Desde que fue relegado a ser una base aérea creció la posibilidad de que fuese utilizado por los Estados Unidos en una guerra contra la antigua Unión Soviética.

### Periodo soviético
Durante la ocupación soviética de Afganistán, el aeropuerto de Kandahar fue intensamente utilizado por las Fuerzas Armadas Soviéticas, tanto para servir de puente logístico con la Unión Soviética como para ser la base de los cazabombarderos que atacaban a los muyahidín afganos.
Los combates en las inmediaciones de Kandahar fueron especialmente intensos durante la guerra. Sin embargo, el aeropuerto quedó relativamente intacto hasta el final del conflicto. La pista de aterrizaje, que sí que fue uno de los elementos dañado, fue reconstruido a mediados de la década de los 90 por la ONU para permitir vuelos de carácter humanitario.

### Periodo talibán y Fuerza Internacional de Asistencia para la Seguridad

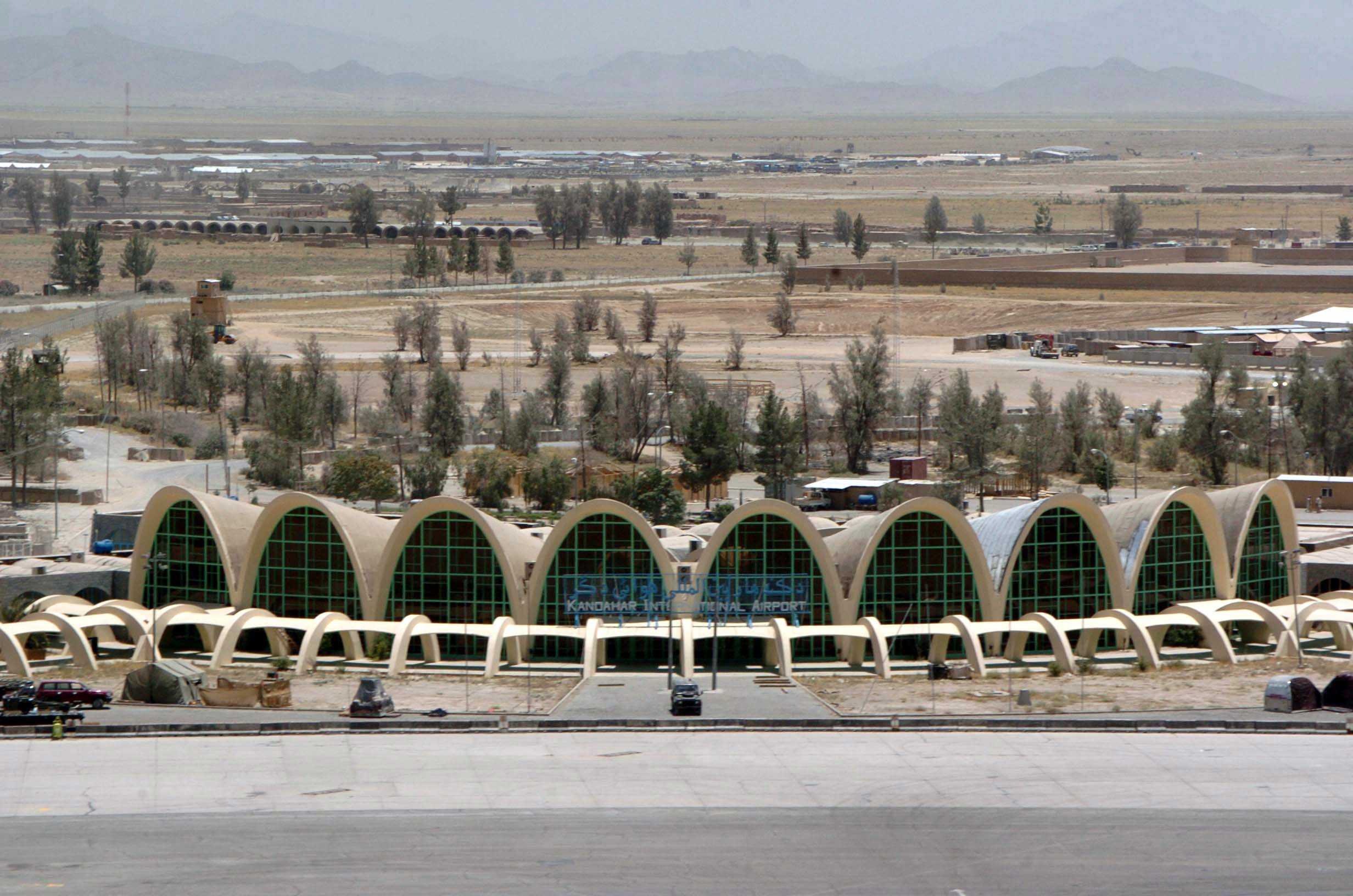
2005

El aeropuerto fue utilizado principalmente durante estos años para propósitos militares y humanitarios, acogiendo vuelos regulares de las Naciones Unidas y del Comité Internacional de la Cruz Roja de y desde Kabul, Yalalabad, Herat y Peshawar, Pakistán. Ariana Afghan Airlines (la aerolínea nacional afgana de la época) tenía vuelos ocasionales entre Kandahar, algunas ciudades del país y Pakistán.

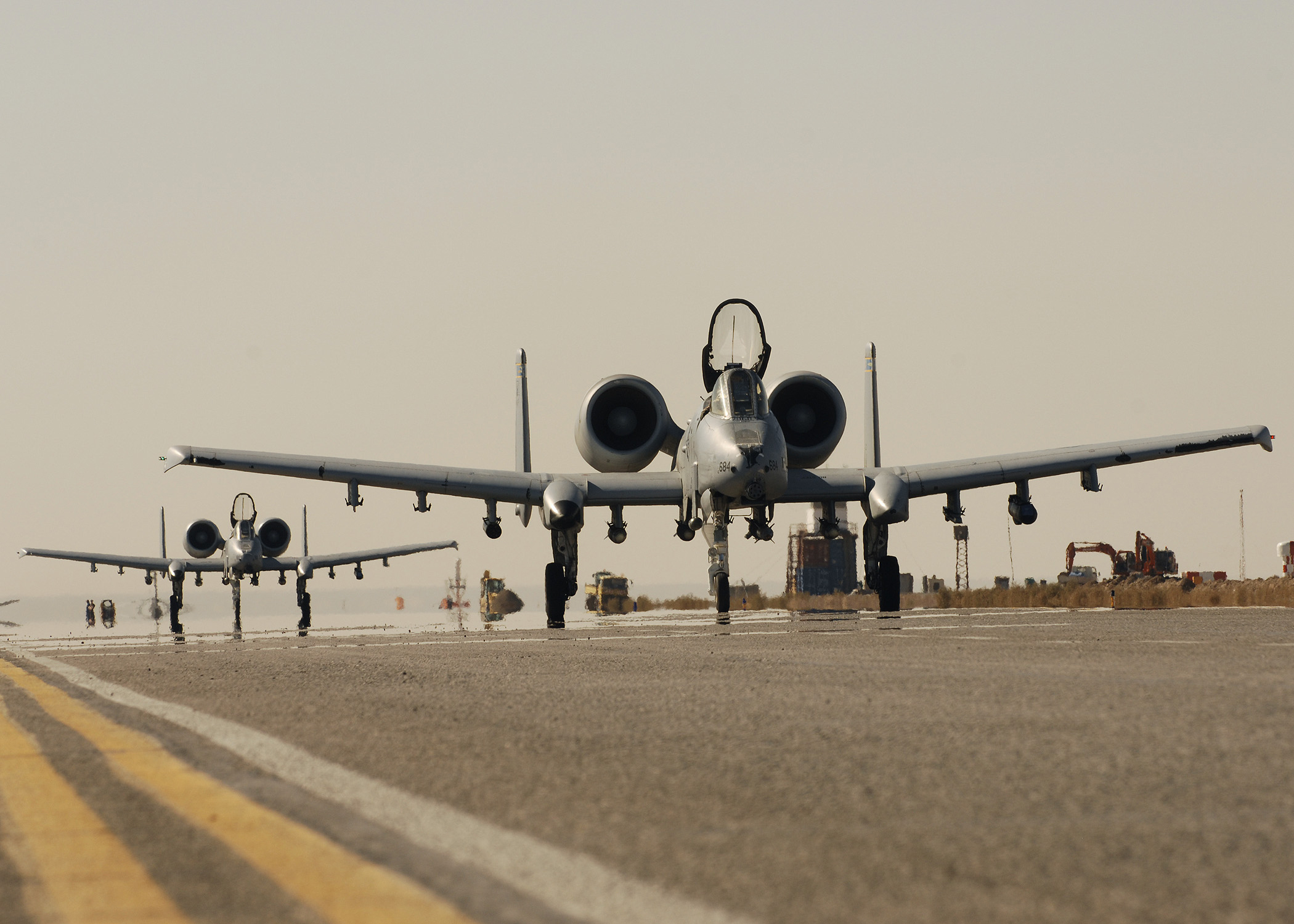

En diciembre de 1999, el aeropuerto de Kandahar se convirtió en noticia al ser el escenario en donde unos terroristas pakistaníes, que habían secuestrado y hecho aterrizar el vuelo 814 de Indian Airlines, exigieron al gobierno de la India la liberación de 5 supuestos terroristas y su regreso a casa a cambio de dejar con vida a los rehenes. Aunque los detalles de las conversaciones entre la India y Pakistán no trascendieron, tres presos encarcelados en la India fueron liberados.
Al comienzo de la guerra de 2001, los marines aterrizaron en el aeropuerto y tomaron el control de las instalaciones. En el contexto de la Operación Libertad Duradera, la Real Fuerza Aérea y Armada Británicas desplegaron un escuadrón de Harrier GR7A para proporcionar apoyo aéreo cercano a las fuerzas terrestres de la coalición. Ocho F-16 de la Real Fuerza Aérea Holandesa fueron trasladados al aeropuerto de Herat a finales de 2006 para apoyar acciones de la OTAN en el sur del país.
El gobierno afgano fue lento en la reparación de las instalaciones dañadas por años de combates y falta total de mantenimiento, pero finalmente los jardines, aseos, restaurantes y zonas interiores fueron restaurados. Con la transición en 2005 de la terminal de pasajeros de manos norteamericanas a los afganas, los vuelos civiles se reiniciaron. 
En noviembre de 2005, tras el cierre de la base Camp Julien en Kabul, que acogía a gran número de soldados canadienses en Afganistán, gran parte de estos fueron trasladados a la provincia de Kandahar. El aeropuerto sirve de base para los equipos de reconstrucción provincial de la zona y es custodiado por personal de la ISAF.

## Incidentes en el aeropuerto
Desde 1985 el aeropuerto ha sido escenario de 5 incidentes de gravedad que causaron la muerte al menos 15 personas. El más trágico ocurrió el 11 de julio de 1985, cuando un Antonov 12 de la Fuerza Aérea Soviética fue derribado por un misil pereciendo los 14 ocupantes.

## Aerolíneas y destinos

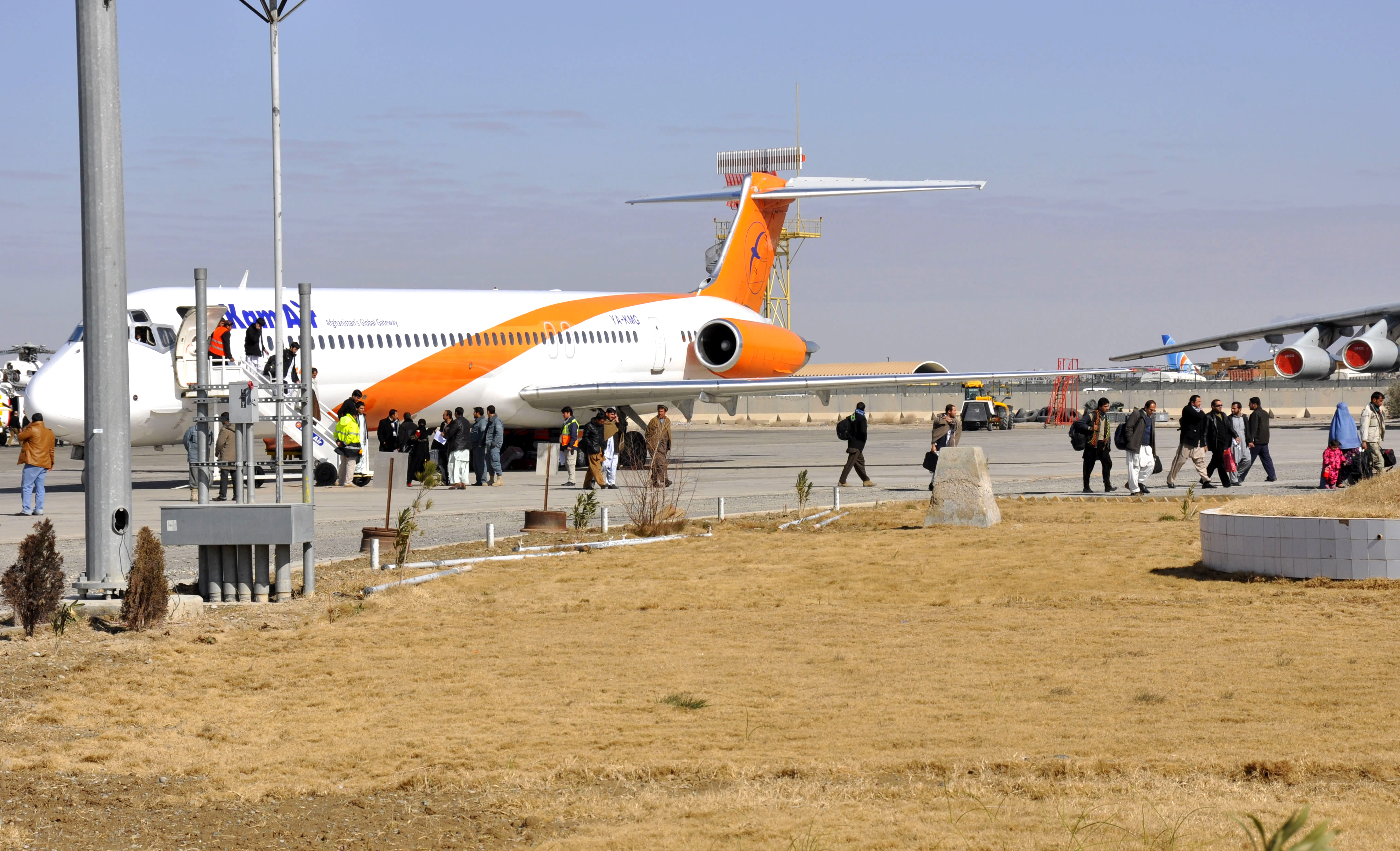
Un avión de Kam Air en el aeropuerto de Kandahar.

- Ariana Afghan Airlines --> Dubái, Tehran-Imam Khomeini (suspendidas indefinidamente), Kabul
- Kam Air --> Kabul, Dubái, Herat
- Pamir Airways --> Kabul